# Vinyla 2013
Vinyla 2013 je třetí ročník hudebních cen Vinyla. Výsledky byly vyhlášeny 26. února 2014 v brněnském klubu Fléda.

## Ceny a nominace

### Deska roku
- Vložte kočku – SEAT
- Houpací koně – Everest
- IQ + 1 – IQ + 1
- Kittchen – Radio

### Objev roku
- Nylon Jail
- DEATHS
- Palermo

### Počin roku
- Piána na ulici
- 15hodinový koncert B4
- aktivity klubu NEONE